# Хом-Яндоби
Хом-Яндо́би (рос. Хом-Яндобы, чув. Хумри Ишек) — присілок у складі Ібресинського району Чувашії, Росія. Входить до складу Хормалинського сільського поселення.
Населення — 266 осіб (2010; 279 у 2002).
Національний склад:
- чуваші — 99 %